# Petrakovo Brdo
Petrakovo Brdo is een plaats in de gemeente Duga Resa in de Kroatische provincie Karlovac. De plaats telt 169 inwoners (2001).